# Бетлановці
Бетлановце (словац. Betlanovce) — село в окрузі Спішска Нова Вес Кошицького краю Словаччини. Площа села 10,12 км². Станом на 31 грудня 2015 року в селі проживало 701 житель.

## Географія
Протікають Ґановський потік і Тепличний потік.

## Історія
Перші згадки про Бетлановце датуються 1311 роком.

## Населення
| Рік:            | 1994. | 2004.    | 2014.   | 2024.    |
| --------------- | ----- | -------- | ------- | -------- |
| Кількість осіб: | 503   | 636      | 694     | 776      |
| Різниця:        |       | +26,44 % | +9,11 % | +11,81 % |

| Рік:            | 2023. | 2024. |
| --------------- | ----- | ----- |
| Кількість осіб: | 776   | 776   |
| Різниця:        |       | +0 %  |